# Copa do Mundo de Rugby Feminino de 2010
A Copa do Mundo de Rugby Feminino de 2010 (oficialmente IRB Rugby World Cup 2006) foi disputada na Inglaterra. O torneio começou em 20 de agosto e terminou em 5 de setembro de 201o. O torneio foi a quarta Copa do Mundo aprovada pela IRB, e a sexta depois dos torneios de 1991 e 1994, não reconhecidos.

Como a última edição as Black Ferns (assim e chamada a Seleção feminina da Nova Zelândia) venceu a final derrotando a Inglaterra na final. Foi o quarto título consecutivo da Nova Zelândia.

## Equipes
Doze seleções participam do evento, sendo divididas em três grupos de quatro equipes cada para a disputa da primeira fase. As seleções vencedoras de cada grupo mais a melhor segunda colocada avançam as semifinais pelo 1° lugar. As restantes  segundas colocadas de cada grupo mais as duas melhores terceiro colocadas avançam  as semifinais pelo 5° lugar. As restantes seleções avançam as semifinais pelo 9° lugar.
| Grupo A                                                     | Grupo B                                               | Grupo C                              |
| ----------------------------------------------------------- | ----------------------------------------------------- | ------------------------------------ |
| - África do Sul - Austrália - Nova Zelândia - País de Gales | - Inglaterra - Irlanda - Estados Unidos - Cazaquistão | - Canadá - França - Escócia - Suécia |

## 1 Fase
| Admitidas para as semifinais 1/4 lugar  |
| Admitidas para as semifinais 5/8 lugar  |
| Admitidas para as semifinais 9/12 lugar |

### Grupo A
| 20 de Agosto de 2010 |         |           |                               |
| País de Gales        | 12 - 26 | Austrália | Surrey Sports Park, Guildford |
|                      |         |           | Surrey Sports Park, Guildford |

| 20 de Agosto de 2010 |      |               |                               |
| Nova Zelândia        | 55-3 | África do Sul | Surrey Sports Park, Guildford |
|                      |      |               | Surrey Sports Park, Guildford |

| 24 de Agosto de 2010 |         |               |                               |
| País de Gales        | 10 - 15 | África do Sul | Surrey Sports Park, Guildford |
|                      |         |               | Surrey Sports Park, Guildford |

| 24 de Agosto de 2010 |        |           |                               |
| Nova Zelândia        | 32 - 5 | Austrália | Surrey Sports Park, Guildford |
|                      |        |           | Surrey Sports Park, Guildford |

| 28 de Agosto de 2010 |        |               |                               |
| Nova Zelândia        | 41 - 8 | País de Gales | Surrey Sports Park, Guildford |
|                      |        |               | Surrey Sports Park, Guildford |

| 28 de Agosto de 2010 |        |               |                               |
| Austrália            | 62 - 0 | África do Sul | Surrey Sports Park, Guildford |
|                      |        |               | Surrey Sports Park, Guildford |

#### Classificação
| EQUIPES       | PT | J | V | E | D | 4+ | 7- | PP  | PC  | SP   |
| ------------- | -- | - | - | - | - | -- | -- | --- | --- | ---- |
| Nova Zelândia | 15 | 3 | 3 | 0 | 0 | 3  | 0  | 128 | 16  | 112  |
| Austrália     | 10 | 3 | 2 | 0 | 1 | 2  | 0  | 93  | 44  | 49   |
| África do Sul | 4  | 3 | 1 | 0 | 2 | 0  | 0  | 18  | 127 | -109 |
| País de Gales | 1  | 3 | 0 | 0 | 3 | 0  | 1  | 30  | 82  | -52  |

Pontuação: Vitória=4, Empate=2, Derrota=0, Bônus para equipe que fizer 4 ou mais tries = + 1, Bônus para equipe que perder por 7 pontos ou menos = + 1. 

### Grupo B
| 20 de Agosto de 2010 |        |             |                               |
| Estados Unidos       | 51 - 0 | Cazaquistão | Surrey Sports Park, Guildford |
|                      |        |             | Surrey Sports Park, Guildford |

| 20 de Agosto de 2010 |        |         |                               |
| Inglaterra           | 27 - 0 | Irlanda | Surrey Sports Park, Guildford |
|                      |        |         | Surrey Sports Park, Guildford |

| 24 de Agosto de 2010 |         |         |                               |
| Estados Unidos       | 12 - 22 | Irlanda | Surrey Sports Park, Guildford |
|                      |         |         | Surrey Sports Park, Guildford |

| 24 de Agosto de 2010 |        |             |                               |
| Inglaterra           | 82 - 0 | Cazaquistão | Surrey Sports Park, Guildford |
|                      |        |             | Surrey Sports Park, Guildford |

| 28 de Agosto de 2010 |        |             |                               |
| Irlanda              | 37 - 3 | Cazaquistão | Surrey Sports Park, Guildford |
|                      |        |             | Surrey Sports Park, Guildford |

| 28 de Agosto de 2010 |         |                |                               |
| Inglaterra           | 37 - 10 | Estados Unidos | Surrey Sports Park, Guildford |
|                      |         |                | Surrey Sports Park, Guildford |

#### Classificação
| EQUIPES        | PT | J | V | E | D | 4+ | 7- | PP  | PC  | SP   |
| -------------- | -- | - | - | - | - | -- | -- | --- | --- | ---- |
| Inglaterra     | 15 | 3 | 3 | 0 | 0 | 3  | 0  | 146 | 10  | 136  |
| Irlanda        | 10 | 3 | 2 | 0 | 1 | 2  | 0  | 59  | 42  | 17   |
| Estados Unidos | 5  | 3 | 1 | 0 | 2 | 1  | 0  | 73  | 59  | 14   |
| Cazaquistão    | 0  | 3 | 0 | 0 | 3 | 0  | 0  | 3   | 170 | -167 |

Pontuação: Vitória=4, Empate=2, Derrota=0, Bônus para equipe que fizer 4 ou mais tries = + 1, Bônus para equipe que perder por 7 pontos ou menos = + 1. 

### Grupo C
| 20 de Agosto de 2010 |         |         |                               |
| Canadá               | 37 - 10 | Escócia | Surrey Sports Park, Guildford |
|                      |         |         | Surrey Sports Park, Guildford |

| 20 de Agosto de 2010 |        |        |                               |
| França               | 15 - 9 | Suécia | Surrey Sports Park, Guildford |
|                      |        |        | Surrey Sports Park, Guildford |

| 24 de Agosto de 2010 |        |         |                               |
| França               | 17 - 7 | Escócia | Surrey Sports Park, Guildford |
|                      |        |         | Surrey Sports Park, Guildford |

| 24 de Agosto de 2010 |         |        |                               |
| Canadá               | 40 - 10 | Suécia | Surrey Sports Park, Guildford |
|                      |         |        | Surrey Sports Park, Guildford |

| 28 de Agosto de 2010 |        |        |                               |
| Escócia              | 32 - 5 | Suécia | Surrey Sports Park, Guildford |
|                      |        |        | Surrey Sports Park, Guildford |

| 28 de Agosto de 2010 |        |        |                               |
| França               | 23 - 8 | Canadá | Surrey Sports Park, Guildford |
|                      |        |        | Surrey Sports Park, Guildford |

#### Classificação
| EQUIPES | PT | J | V | E | D | 4+ | 7- | PP | PC | SP  |
| ------- | -- | - | - | - | - | -- | -- | -- | -- | --- |
| França  | 13 | 3 | 3 | 0 | 0 | 1  | 0  | 55 | 24 | 31  |
| Canadá  | 10 | 3 | 2 | 0 | 1 | 2  | 0  | 85 | 43 | 42  |
| Escócia | 5  | 3 | 1 | 0 | 2 | 1  | 0  | 49 | 59 | -10 |
| Suécia  | 1  | 3 | 0 | 0 | 3 | 0  | 1  | 24 | 87 | -63 |

Pontuação: Vitória=4, Empate=2, Derrota=0, Bônus para equipe que fizer 4 ou mais tries = + 1, Bônus para equipe que perder por 7 pontos ou menos = + 1. 

## Fase Final

### Semifinais 9/12 lugar
| 1 de Setembro de 2010 |         |             |                               |
| África do Sul         | 25 - 10 | Cazaquistão | Surrey Sports Park, Guildford |
|                       |         |             | Surrey Sports Park, Guildford |

| 1 de Setembro de 2010 |         |        |                               |
| País de Gales         | 32 - 10 | Suécia | Surrey Sports Park, Guildford |
|                       |         |        | Surrey Sports Park, Guildford |

### Semifinais 5/8 lugar
| 1 de Setembro de 2010 |        |         |                               |
| Canadá                | 41 - 0 | Escócia | Surrey Sports Park, Guildford |
|                       |        |         | Surrey Sports Park, Guildford |

| 1 de Setembro de 2010 |        |                |                               |
| Irlanda               | 3 - 40 | Estados Unidos | Surrey Sports Park, Guildford |
|                       |        |                | Surrey Sports Park, Guildford |

### Semifinais 1/4 lugar
| 1 de Setembro de 2010 |        |        |                           |
| Nova Zelândia         | 45 - 7 | França | Twickenham Stoop, Londres |
|                       |        |        | Twickenham Stoop, Londres |

| 1 de Setembro de 2010 |        |           |                           |
| Inglaterra            | 15 - 0 | Austrália | Twickenham Stoop, Londres |
|                       |        |           | Twickenham Stoop, Londres |

### Disputa do 11º lugar
| 5 de Setembro de 2010 |        |             |                               |
| Suécia                | 8 - 12 | Cazaquistão | Surrey Sports Park, Guildford |
|                       |        |             | Surrey Sports Park, Guildford |

### Disputa do 9º lugar
| 5 de Setembro de 2010 |         |               |                               |
| País de Gales         | 29 - 17 | África do Sul | Surrey Sports Park, Guildford |
|                       |         |               | Surrey Sports Park, Guildford |

### Disputa do 7º lugar
| 5 de Setembro de 2010 |        |         |                               |
| Irlanda               | 32 - 8 | Escócia | Surrey Sports Park, Guildford |
|                       |        |         | Surrey Sports Park, Guildford |

### Disputa do 5º lugar
| 5 de Setembro de 2010 |         |        |                               |
| Estados Unidos        | 23 - 20 | Canadá | Surrey Sports Park, Guildford |
|                       |         |        | Surrey Sports Park, Guildford |

### Disputa do 3º lugar
| 5 de Setembro de 2010 |        |           |                           |
| França                | 8 - 22 | Austrália | Twickenham Stoop, Londres |
|                       |        |           | Twickenham Stoop, Londres |

### Final
| 5 de Setembro de 2010 |         |            |                           |
| Nova Zelândia         | 13 - 12 | Inglaterra | Twickenham Stoop, Londres |
|                       |         |            | Twickenham Stoop, Londres |

## Campeãs
| Copa do Mundo de Rugby Feminino de 2010       |
| --------------------------------------------- |
| Nova Zelândia Black Ferns Campeãs (4º título) |